# Aegialia cartwrighti
Aegialia cartwrighti är en skalbaggsart som beskrevs av Zdzisława Stebnicka 1977. Aegialia cartwrighti ingår i släktet Aegialia och familjen Aegialiidae. Inga underarter finns listade i Catalogue of Life.